# Varronia leucomalloides
Varronia leucomalloides är en strävbladig växtart som först beskrevs av Taroda, och fick sitt nu gällande namn av J.S.Mill. Varronia leucomalloides ingår i släktet Varronia och familjen strävbladiga växter. Inga underarter finns listade i Catalogue of Life.